# Giovanni Veneziano
Giovanni Veneziano (Napels, 11 maart 1683 – aldaar, 13 april 1742)  was een Italiaans componist van barokmuziek en organist. 

## Biografie
Giovanni Veneziano studeerde muziek bij zijn vader Gaetano Veneziano, die toen de maestro di capella was van het Conservatorium van Santa Maria di Loreto. Op 26 december 1704 werd hij tweede organist en componist aan de Koninklijke Kapel. Deze functie bekleedde hij slechts tot 1707 want de Oostenrijkers, waar Giovanni in dienst was, verloren toen na een hevige twist Napels aan de Spanjaarden. 
Op 17 januari 1711 werd aan het Theater van Fiorentini zijn eerste opera Lo mbruoglio de li nomme (de priester) opgevoerd. In 1714 werd de komische opera Patro d'Isca voor het eerst opgevoerd. In juli 1716 werd hij benoemd tot vice-maestro aan het Conservatorium van Loreto, een functie die hij bekleedde tot zijn dood. Hij stierf in 1742 en liet zijn vrouw, Theodora Pulzone, en acht kinderen in armoede achter. 

## Opera in Venetië
Veneziano was een van de eerste Venetiaanse componisten die zich wijdde aan het componeren van opera's. Een van  zijn leerlingen was Nicola Logroscino. 

## Werken
- Lo mbruoglio de li nomme aleas Le Doje pope (de priester, komische opera, libretto van Nicholas Crow (Agasippo Mercotellis), 1711, Napels)
- Patrò Tonno d'Isca (komedie, libretto van Nicholas Crow (Agasippo Mercotellis), 1714, Napels)
- Lo Pippo (komische opera, libretto door P. Segistro, 1715, Napels)
- Giuseppe Giusto (kerkmuziek, 1733, Napels)
- Componimento per musica sopra il felice arrivo in Macerata dell'ill.mo monsignore Ignazion Stelluti (1736, Macerata)

- Gemeinsame Normdatei: 1067656464
- MusicBrainz: 2cfb221d-ef2f-4584-8955-ceb9f373e40b
- Virtual International Authority File: 1064152744513027850006